# 凛冬烈火：乌克兰为自由而战
凛冬烈火：烏克蘭自由之戰（英語：Winter on Fire: Ukraine's Fight for Freedom）是一部2015年的纪录片，由葉夫根尼·艾菲尼夫斯基（Evgeny Afineevsky）執導，纪录了乌克兰在2013年至2014年冬季爆发的亲欧盟示威运动，由乌克兰、美国和英国联合制作。本片于2015年10月9日在Netflix上释出，在此之前曾数次参加电影节的展映。
因這部紀錄片的內容跟2019年香港反對逃犯條例修訂草案運動的發展相似，有民眾在香港多個地區舉辦放映會公開播放這部紀錄片。
2022年3月5日，Netflix将这部纪录片在其YouTube频道免费公开以回应俄羅斯入侵烏克蘭。同年，导演艾菲尼夫斯基发布了续集《自由烈火：烏克蘭自由之戰》。

## 奖项
在2015年的多倫多國際電影節中荣获了群众票选纪录片奖。还获得奥斯卡最佳纪录片奖提名。

## 備註
1. ↑  烏克蘭語羅馬化：Zyma u vohni: Borotba Ukrainy za svobodu